# Château de Sainte-Croix-en-Bresse
Pour l’article homonyme, voir Château de Sainte-Croix (Sainte-Croix, Dordogne).
 (janvier 2018).
Si vous disposez d'ouvrages ou d'articles de référence ou si vous connaissez des sites web de qualité traitant du thème abordé ici, merci de compléter l'article en donnant les références utiles à sa vérifiabilité et en les liant à la section « Notes et références ».
Le château de Sainte-Croix-en-Bresse est situé sur la commune de Sainte-Croix-en-Bresse (Saône-et-Loire), au bord du Solnan, en Bresse louhannaise.

## Description
La construction se compose d'un corps de logis de plan rectangulaire flanqué sur ses angles de pavillons reliés entre eux par un bâtiment à un seul niveau, plaqué contre la façade orientale, qui porte une terrasse à appui-corps en fer forgé. Dans les angles formés par les pavillons et le corps central, ont été établis, à hauteur du demi-étage, de petits balcons sur trompes.
Au centre de la façade ouest du logis, s'ouvre une porte en arc brisé, à assises alternées de pierre ocre et noire, que surmonte une petite fenêtre à linteau en accolade. Toutes les autres baies ont des linteaux en arc segmentaire.
Le château, propriété privée, ne se visite pas.

## Seigneurs de Sainte-Croix
Les premiers seigneurs de Sainte-Croix semblent bien être les comtes de Bourgogne-Mâcon (ainsi Scholastique de Champagne (vers 1170-1219), femme du comte Guillaume IV de Vienne-Mâcon (arrière-petit-fils du comte Étienne Ier Tête Hardie), est dite dame de Sainte-Croix, avec aussi des droits importants sur Lons : ce doit être son douaire, venu de son mari : cf. 3, notamment aux pages 94–106 et 229) ; Sainte-Croix est dans le canton de Cuiseaux, dont les premiers sires sont des fidèles des comtes de Mâcon.
En tout cas la fille de Scholastique et Guillaume, Béatrice de Vienne-Mâcon, dame héritière de Sainte-Croix, Louhans, Pymont (Saône-et-Loire), Lons en partie (le bourg Saint-Désiré) avec Pymont (Jura), Montmorot en partie, Mirebel..., fl. dans la première moitié du XIIIe siècle, épouse Hugues III de Neublans (> branche cadette) d'Antigny, seigneur de Pagny, Pouilly, Seurre et Saint-Georges (à Seurre et Jallanges), petit-fils de Philippe Ier (x Églantine de Pouilly), et fils de Guillaume Ier de Neublans d'Antigny (x Flore d'Antigny). Béatrice de Vienne et Hugues III de Neublans eurent deux fils :
- Hugues IV de Neublans (d'Antigny) († vers 1277) ci-dessous, comte de Vienne vers 1250-1263, souche de la Maison de Vienne, seigneur de Lons en partie (St-Désiré) avec Pymont (Jura), Montmorot en partie (le Bourg-dessus ou le Bourg-le-Comte), de Pymont (Saône-et-Loire), de Mirebel, de Pagny, et de Seurre avec St-Georges ; x Alix/Alais de Faucogney-Villersexel fille d'Aimon III ; par des mariages, leurs descendants auront aussi Ruffey et tout Montmorot, Chevreaux, Antigny, Commarin, Neublans en partie et Longwy en partie, Roulans, Clervans, Arc-en-Barrois, Listenois... ;
- et son frère cadet Henri (Ier), ci-après, qui garde le nom d'Antigny même s'il n'en a pas la seigneurie (Antigny est passé à son oncle paternel Philippe, † vers 1248/1250, frère cadet d'Hugues III), et poursuit les sires de Ste-Croix (au moins les seigneurs principaux).

Famille de Vienne
- La seigneurie de Sainte-Croix, au moins l'essentiel, passe en effet à la branche cadette, donc à Henri (Ier) d'Antigny ci-dessus († vers 1250 ou après 1256, seigneur de Louhans, Longepierre, Navilly, Loisy, Beaurepaire, Savigny-en-Revermont, Montfort-en-Revermont etc  ; parfois aussi compté comme comte de Vienne vers 1247-1250 ou après 1256 : Henri II de Vienne ; son oncle maternel Guillaume V de Vienne-(Mâcon) était † en 1247 ou, selon l'érudit Alphonse Rousset, en 1255 ; fils cadet d'Hugues III et Béatrice de Vienne ; frère cadet d'Hugues (IV) comte de Vienne qui viendra plus loin), puis à ses descendants jusqu'à Guillaume (II) d'Antigny et ses filles Marie et Jeanne ci-dessous (moitié du XIVe siècle) :
  - Henri Ier est le père de - Jeanne (x Hugues de Vaugrenand, † 1311 : Vaugrenand à Pagnoz ?) et de - Guillaume (Ier) d'Antigny de Sainte-Croix, † prédécédé en 1287, époux de Jeanne, dame de Lacour et de Coulanges, fille de Guillaume III, comte de Joigny, et d'Agnès de Châteauvillain, dame de Villenauxe ; ils sont les parents de :
    - Simon de Sainte-Croix, fils cadet, † 1338, chanoine-doyen de St-Vincent de Mâcon ; par sa mère, dernier comte de Joigny issu de la première maison comtale, comté qui est vendu en 1337 à Charles de Valois-Alençon, puis dès 1337/1338 à Jean Ier de Noyers, sire d'Antigny (il descendait en lignée féminine des Neublans d'Antigny, donc de Philippe de Neublans, frère cadet d'Hugues III ; d'où la suite des comtes de Joigny et des seigneurs d'Antigny)
    - Huguette (Ire) ? (à moins qu'elle ne fasse qu'une avec Huguette (II) sa nièce ci-dessous)
    - Guillaume de Ste-Croix seigneur de Longe-Pierre, x Guillemette dame de Montrivel, fille de Gaucher II de Commercy-Broyes et de Marguerite de Bellevesvre († âgée vers 1308, fille d'Hugues de Bellevesvre et d'Isabelle de Chay, Montfort et Châtel-Maillot, ladite Isabelle de Chay mariant ensuite Richard de Montfaucon-Courchaton et Montrond ; Marguerite était la tante ou grand-tante homonyme de Marguerite de Bellevesvre ci-après)
    - Etienne, x Béatrice, fille de Guillaume de Joinville-Gex, veuve d'Eudes de Bellevesvre, le beau-frère d'Henri (II) d'Antigny ci-après : d'où la branche de Savigny-en-Revermont, titulaire aussi de Lacour et de Coulanges
    - et Henri (II) d'Antigny-Ste-Croix, le fils aîné, qui épouse Marguerite de Bellevesvre dame de Chay (fille de Jean de Bellevesvre sire de Bosjean, fils de Perrot, lui-même fils d'Hugues de Bellevesvre, † vers 1255, et d'Isabelle de Chay, † 1273 ; pour l'historien Gérard Pelot — cf. les références 8 à 14 — et pour la Généalogie de Carné, Jean de Bellevesvre est directement le fils d'Isabelle de Chay et d'un Bellevesvre, qui peut être Hugues ; Marguerite fut aussi la femme de Guillaume de Neublans (> branche aînée), † vers 1300) ; parents de :
      - Guillaume (II) d'Antigny-Ste-Croix, † vers 1348/1358, x 1324 Marguerite de Bourgogne-Montbéliard, dame du Pin, de Montrond, Pimorin, Vernantois, Châtel-Maillot, Sellières, et de Salans ?, fille cadette de Renaud de Bourgogne, comte de Montbéliard, et Guillemette de Neuchâtel (-Montbéliard), d'où : 
        - Henri, † jeune
        - Marie d'Antigny-Ste-Croix, † vers 1358, qui transmet Ste-Croix, Sellières, etc. à son fils Hugues/Huguenin VII-VIII de Vienne ci-dessous
        - et Jeanne d'Antigny-Ste-Croix, † vers 1363/1372, dame notamment de Montfort et de Maillot, sans postérité de son mari Henri de Vienne de Mirebel (cf. Mirebel), † 1371, ci-dessous,

      - Huguette (II) d'Antigny-Ste-Croix, dame de Chay et de Chagny, † vers 1359, x 1er 1319 Étienne de (Dampierre)-St-Dizier de St-Laurent-la-Roche, qu'elle fit probablement assassiner en 1328 par le propre frère de ce dernier, Guillaume de St-Dizier d'Alièze[7], et x 2e 1337 Philippe II ou III de Vienne, seigneur de Pymont (Saône-et-Loire), Lons en partie, Pymont (Jura), Ruffey et Montmorot : voir plus bas
      - Jeanne, x Eudes II (Oudard, Edouard) de Bourgogne (1264-ap.1333), seigneur de Montagu
- la branche aînée, issue du comte Hugues (IV) de Vienne x Alix de Faucogney, prend le nom de Vienne et conserve peut-être des droits secondaires sur Ste-Croix ; d'où, dans la seconde moitié du XIIIe siècle :
  - Jean, † vers 1318, fils cadet d'Hugues IV et d'Alix de Faucogney, x Agathe/Comtesson fille cadette d'Aimon II de Genève ci-dessous, obtient Mirebel : il est la souche des Vienne de Mirebel, qui auront aussi Roulans, Montby, Clervans (dont l'amiral de Vienne), Listenois (à Saulzet et Arc-en-Barrois) ; son fils est Vauthier de Vienne († 1344, seigneur de Mirebel et de Châtel-Maillot), père d'Henri de Vienne de Mirebel († 1371 ; mari de Jeanne d'Antigny de Ste-Croix ci-dessus),
  - son frère aîné Philippe Ier (ou II) de Vienne (1240 - 1303), seigneur de Pagny, Seurre et St-Georges, Montagny, Pourlans, Lays, Villangrette à Saint-Loup, Lons en partie (le bourg St-Désiré, Pymont), Montmorot en partie (le Bourg-dessus ou -le-Comte), Pymont (à Boyer), fils aîné d'Hugues IV et d'Alais de Faucogney, (peut-être seigneur en partie de Sainte-Croix ?, mais sans certitude, car longtemps la confusion a régné entre le nom Sainte-Croix, utilisé en patronyme, et les seigneurs effectifs de Ste-Croix ; même remarque d'ailleurs pour les d'Antigny) ; x 1re Agnès de Chalon dame de St-Aubin, fille du comte Hugues de Bourgogne et sœur de Renaud de Bourgogne-Montbéliard ci-dessus, d'où :
    - 1303 : Hugues (V) de Vienne, seigneur de Seurre, Pymont, Lons et Montmorot en partie, † 1316, fils aîné de Philippe Ier et d'Agnès de Chalon, x 1re 1288 Gillette de Chaussin dame en partie principale de Longwy (fille de Simonin ; cf. Neublans > autre branche cadette), et 2e Marguerite de Montmorot-Ruffey (fille d'Etienne de Montmorot/de Montmoret et de Béatrice, fille de Gaucher Ier de Broyes-Commercy ; veuve de Guy III de Sexfontaines et Jonvelle ; voir plus bas), lui succède
      - 1315 : (du 1er) Guillaume Ier (ou II) de Vienne, seigneur de Seurre et St-Georges, et de Longwy en partie, † vers 1345, x Marguerite de Vaudémont-Bainville-Bettingen, fille de Jacques et petite-fille du comte Henri Ier de Vaudémont, lui succède
        - 1345 : Hugues (VI ou VII) de Vienne, † vers 1361/1362 otage en Angleterre, fils du précédent, lui succède. Il épouse 1° vers 1354 Marie d'Antigny, dame de Ste-Croix et de Sellières, † vers 1358, évoquée plus haut ; et 2° vers 1361 Jeanne de Châteauvillain dame d'Arc-en-Barrois, † 1389, fille de Jean III de Châteauvillain et de Marguerite de Noyers (qui était la fille du maréchal Miles IX de Noyers et la demi-sœur de Jean Ier de Noyers comte de Joigny rencontré plus haut) ; veuve, Jeanne de Châteauvillain se remarie dès 1362 avec Arnaud de Cervole, puis vers 1369 avec Enguerrand d'Eudin († 1391) ; avant Hugues de Vienne, Jeanne avait aussi épousé Jean Ier de Thil-en-Auxois en 1345 (d'où la suite des sires de Châteauvillain et de Thil : Jean II ou IV), et vers 1355/1358 Guillaume de Chalon-Auxerre seigneur de Chavannes et Dramelay, frère cadet du comte Jean III, sans postérité. D'où (en plus de ses bâtards, Huguette de St-Georges et Perrenet de Vienne) :  
          - 1362 : (du 1er) Hugues/Huguenin (VII ou VIII) de Vienne, † 1390/1391 : fils aîné du précédent (x Marie d'Antigny de Ste-Croix), il lui succède notamment à Seurre. Il hérite aussi des biens de sa mère Marie et de sa tante Jeanne d'Antigny — ci-dessus, sœur de Marie ; † vers 1363 sans postérité de son mari Henri de Vienne de Mirebel — dont Ste-Croix, Louhans, Longepierre, Navilly, Bosjean, Mervans, Montpont et Rombois, Le Pin, Vernantois, Pymorin, Montrond, Sellières, Montfort, Salans, Châtelmaillot (Château-Maillot, ensuite appelé château de Grozon, cf. ci-dessus), Courchaton – biens qu'il lègue en 1390 à son demi-frère Guillaume ci-après, étant lui-même sans postérité légitime (mais il avait une bâtarde, Jehannette) de son mariage passé vers 1377/1378 avec Alix de Thoire-Villars, fille d'Humbert VI et de Béatrice fille de Jean II de Chalon-Auxerre, dame de Montgeffon en Comté et tante paternelle de Louise de Thoire-Villars, la première épouse de Guillaume de Vienne ci-après (le demi-frère cadet d'Huguenin),
          - 1390 : (du 2e) Guillaume II (ou III ou IV) de Vienne le Sage[8] (la thèse que l'historien Gérard Pelot lui a consacrée, soutenue en 2012, apporte beaucoup d'informations et de mises au point sur la Maison de Vienne[9],[10],[11],[12],[13],[14]), né vers 1360/1362-† 1437, premier chevalier de la Toison d'or (10 janvier 1430), fils puîné d'Hugues VI-VII (x Jeanne de Châteauvillain dame d'Arc-en-Barrois) ; sire de Seurre et St-Georges (à Seurre et Jallanges), seigneur de Châtillon-sous-Maîche par acquisition en 1400, seigneur de Joux par achat en 1400, comte de Sancerre pour les Anglais (Bedford) en 1429 ; intime des ducs de Bourgogne, bienfaiteur des couvents fondés par Sainte Colette, il est le demi-frère cadet du précédent et lui succède pour tous ses biens – y compris pour les fiefs venus de Marie et Jeanne d'Antigny-Ste-Croix (ci-dessus) et de Vauthier III de Vienne-Mirebel († 1396 à Nicopolis ; il avait hérité d'une part des fiefs de Jeanne d'Antigny), dont Sainte-Croix. Il épouse en premières noces en 1392 Louise fille d'Humbert VII de Thoire-Villars (sans postérité), et en deuxièmes noces en 1400 Marie d'Auvergne dame de Bussy, fille de Béraud II de Clermont, dauphin d'Auvergne, sire de Mercœur et de Bussy, et de Marguerite comtesse de Sancerre, d'où postérité :
            - 1437 : Guillaume III (ou V) de Vienne, né vers 1401 et † vers 1456 ou 1461/1463, connu sous le nom de Guillaume de Bussy, fils du précédent et de Marie d'Auvergne, lui succède. Avec son fils Jean, il dilapide la fortune paternelle en un temps record ! Mari vers 1410 de sa cousine au troisième degré  Alix de Chalon dame de Chagny, fille de Jean III de Chalon-Arlay prince d'Orange (fils de Louis Ier et de Marguerite de Vienne, elle-même fille de Philippe II-III de Vienne ci-dessous et d'Huguette (II) d'Antigny de Ste-Croix, dame de Chay et de Chagny, ci-dessus)
              - 1456 : Jean de Vienne, né vers 1420 et † sans alliance ni postérité légitime en 1464, fils du précédent, lui succède,
              - puis sa sœur Marguerite de Vienne ci-dessous, † vers 1477/1478 : Postérité, dont la suite des sires de Saint-Georges et de Sainte-Croix,
              - leur sœur Marie épouse en 1448 Ferry II de Blâmont (1437-1493)

        - le frère d'Hugues VI, Jacques Ier († 1372), est seigneur principal de Longwy/Longvy, gardien des comtés de Bourgogne et d'Artois, capitaine général en Lyonnais et gouverneur du Dauphiné, capitaine général des Guerres de Bourgogne, conseiller-chambellan du duc, fait prisonnier à Brignais ; il épouse Marguerite de La Roche-en-Montagne, fille d'Eudes/Odon sire de Châtillon et de Nolay, et petite-fille de Jean de La Roche : < parents de Jacques II, † 1396 à Nicopolis, lui-même père de Jean sire de Longvy, † 1399 sans postérité ; Longwy passe alors à Jeanne de Vienne, † 1404, sœur de Jacques II et femme de Philibert II de Bourgogne-Monta(i)gu, seigneur de Couches,
        - leurs sœurs sont : - Gil(l)ette, † 1364, x Jean II de Vergy, † 1353 ; et - Jeanne de Vienne, x Huart de Bauffremont sire de Ruppes et Bulgnéville

      - deux sœurs de Guillaume Ier-II : - Jeanne, x 1311 Pierre de Pierrefort, fils cadet de Thiébaut II de Bar ; et - Marguerite de Vienne, x Jean de Jonvelle, fils de Marguerite de Montmorot-Ruffey (2e épouse d'Hugues V de Vienne ci-dessus) et de Guy III de Sexfontaines et Jonvelle : voir plus haut
      - les demi-frères cadets de Guillaume Ier-II sont :... Philippe II (ou III) de Vienne — fils d'Hugues V x 2e Marguerite de Montmorot, dame de Ruffey, Montdoré et Montmorot en partie (le Bourg-dessous ou le Bourg-le-Sire). Seigneur de Lons en partie et Pymont (Jura), Pymont (Saône-et-Loire), Ruffey, et Montmorot réuni, † en 1370, il continue :
        - les sires de Ruffey et Pymont (à Boyer, Saône-et-Loire), par son fils Guy de Vienne (voir la suite à Ruffey) ; ensuite, par des mariages, ses descendants deviendront seigneurs de Chevreaux, Antigny, Commarin et Château de Châteauneuf-en-Auxois..., fondus plus tard dans les Damas d'Antigny. Guy de Vienne, † 1406, seigneur de Ruffey, Pymont (Saône-et-Loire) et Chevreaux, était le fils de Philippe II-III et de sa première épouse, Marguerite de Montluel, dame de Chevreau(x)/Chevrel († 1334) ; fille de Guy de Montluel et de Marguerite de Coligny, elle-même fille de Guillaume III de Coligny-le-Vieux et dame de Chevreaux),
        - et les seigneurs de Lons en partie (le bourg Saint-Désiré), Pymont (Jura) et Montmorot réuni, par sa fille Marguerite de Vienne, demi-sœur cadette de Guy de Vienne, qui transmet ces fiefs lédoniens à son mari Louis Ier de Chalon-Arlay, épousé en 1360/1362 : ils sont les parents de Jean III prince d'Orange rencontré ci-dessus, dont la fille Alix de Chalon épouse Guillaume de Bussy, fils de Guillaume le Sage de Ste-Croix et de St-Georges ci-dessus. Marguerite de Vienne, dame de Chay et de Chagny, était la fille de Philippe II-III et de sa deuxième femme épousée en 1337, Huguette (II) d'Antigny-Ste-Croix, dame de Chay, Chagny et St-Laurent (voir plus haut ; † vers 1359).
        - Marguerite avait une sœur, Jeanne de Vienne, épouse de Tristan de Chalon-Auxerre seigneur de Châtel-Belin et d'Orgelet, † assassiné en 1369 (et femme aussi d'Henri de Bourgogne seigneur de Montagu ? ; Tristan était le frère de Guillaume de Chalon, un des maris de Jeanne de Châteauvillain, la mère de Guillaume de Vienne ci-dessus),

      - et... Jean de Vienne seigneur de Saint-Loup et Commenailles, et par son mariage d'Eclance, † 1334, x 1337 Jacquette dame d'Eclance, fille d'Hugues/Hue IV de Conflans (fils d'Hugues III, maréchal de Champagne vers 1269-1282, et de Béatrix (Ida) de Thérouanne dame de La Boutellerie, peut-être La Boute(i)llerie en Boulonnais, liée à la fonction aulique éponyme attachée au fief de Selles ?) : d'où Hugues, † 1363/1371, x Isabelle fille de Nicolas de Saulx de Courtivron

    - le frère d'Hugues V, Étienne, † 1314, est seigneur de Pourlans (et de Berthelange ? ou plutôt de Bousselange) ; il épouse Marguerite fille de Jean d'Usie(r) de Joux : d'où Jean de Vienne, sire de Pourlans et Bousselange, † 1351, défenseur de Calais en 1346-1347, époux de Catherine (fille de Pierre de Joinville-Gex de Marnay ? ou plutôt de Guy III de Sexfontaines et Jonvelle ci-dessus et de sa 1re femme Béatrice de Tilchâtel),
    - les demi-frères d'Hugues V et d'Étienne — fils de Philippe Ier-II ci-dessus x 2e Jeanne fille d'Aimon II de Genève — sont : Hugues (VI) de Vienne archevêque de Besançon en 1333-1355,
    - et Jean de Vienne, seigneur de Pagny (voir la suite à cet article) ; ses descendants auront par mariage Binans, Neublans, puis se fondront dans les Maisons de Neublans-Longwy-(Givry et Mirebeau), de Chabot-Jarnac et de Lorraine-Elbeuf.

Famille de Hochberg (Hachberg)
- après le milieu du XVe siècle : par son mariage en 1447, Marguerite de Vienne, † vers 1477/1478, sœur héritière de Jean et fille de Guillaume III-V de Vienne ci-dessus, apporte les seigneuries de Sainte-Croix, Louhans, Seurre et St-Georges, Villangrette, Montpont, Arc-en-Barrois, Châtillon-sous-Maîche, Chagny (alors que Bosjean, Longepierre, Le Pin, Montrond-le-Château, Pimorin, Salans, Sellières, Vernantois, Bussy-le-Château, sont perdus, engloutis dans les aliénations et le règlement des dettes de Guillaume III-V et Jean de Vienne, les père et frère de Marguerite) à son époux Rodolphe de Hochberg comte de Neuchâtel (né vers 1427-1487),
- seconde moitié du XVe siècle : Philippe de Hochberg (1453-1503), sire de Pontarlier en 1480-1493 par don de Louis XI, fils des précédents, leur succède ; il épouse en 1476 Marie de Savoie, fille du duc Amédée IX et de Yolande, petite-fille du roi Charles VII et sœur de la bienheureuse Louise de Chalon-Arlay.

Famille d'Orléans-Longueville

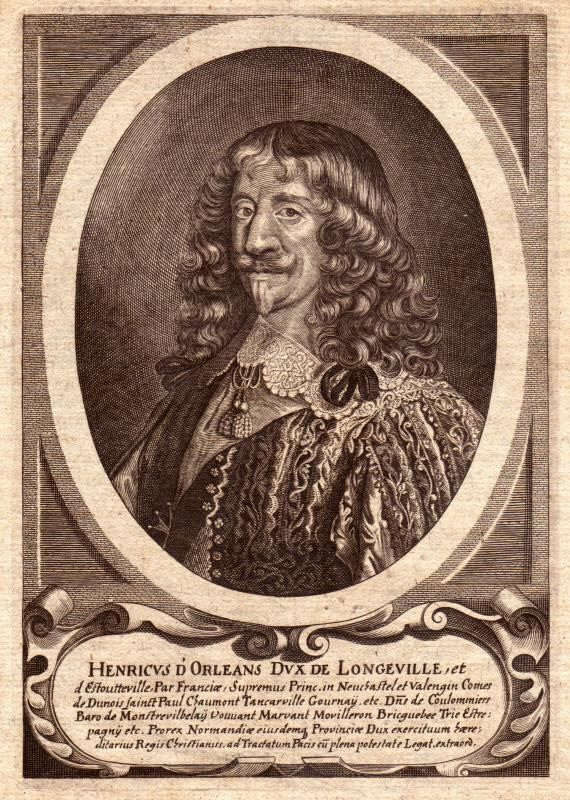
Henri II d'Orléans

- début XVIe siècle : cette famille hérite du fief par l'union en 1504 de Jeanne de Hochberg, +1543, comtesse de Neuchâtel, fille de Philippe de Hochberg ci-dessus, avec Louis Ier d'Orléans-Longueville, comte de Tancarville, issu du duc Louis d'Orléans fils cadet du roi Charles V
- 1543 : François d'Orléans-Longueville, vicomte de Melun, fils des précédents, leur succède
- 1551 : Léonor d'Orléans-Longueville, baron de Varenguebec, fils du précédent, lui succède
- 1573 : Henri Ier d'Orléans-Longueville, duc d'Estouteville, fils du précédent, lui succède
- 1595 : Henri II d'Orléans-Longueville, duc d'Estouteville, fils du précédent, gouverneur de Normandie, lui succède

Famille de Champlécy
- 1623/1626 : le précédent vend le bien à Charles de Champlécy (Chanlecy) dont hérite immédiatement sa petite-fille Anne-Charlotte de Champlécy, baronne de Sainte-Croix.

Famille de Batz de Castelmore d'Artagnan
- 1659 : la précédente épouse, en secondes noces, Charles de Batz de Castelmore d'Artagnan, modèle du héros d'Alexandre Dumas
- 1709 : Louis II de Batz, chevalier, baron de Sainte-Croix, seigneur de Castelmore et de Champlécy, comte d'Artagnan, fils cadet du précédent, lui succède
- première moitié du XVIIIe siècle : Louis-Gabriel d'Artagnan, fils du précédent, lui succède.

Famille de Venant
- 1741 : le précédent vend le château à Jean-François-Joseph de Venant (de Famechon), seigneur d'Iverny, qui le restaure
- 1744 : la seigneurie est érigée en marquisat[15].

Famille de Renouard de Fleury
- 1759 : le château et son mobilier sont vendus à Claude-François de Renouard de Fleury, confirmé marquis en mai 1764[16], dont les descendants garderont la propriété jusqu'à nos jours.

Époque contemporaine
- XXe siècle : propriété du comte de Varax, par les Mazenod[16].

### Armoiries
- Vienne : De gueules à l'aigle d'or, membrée d'azur[réf. nécessaire].